# Choroba Kikuchi-Fujimoto

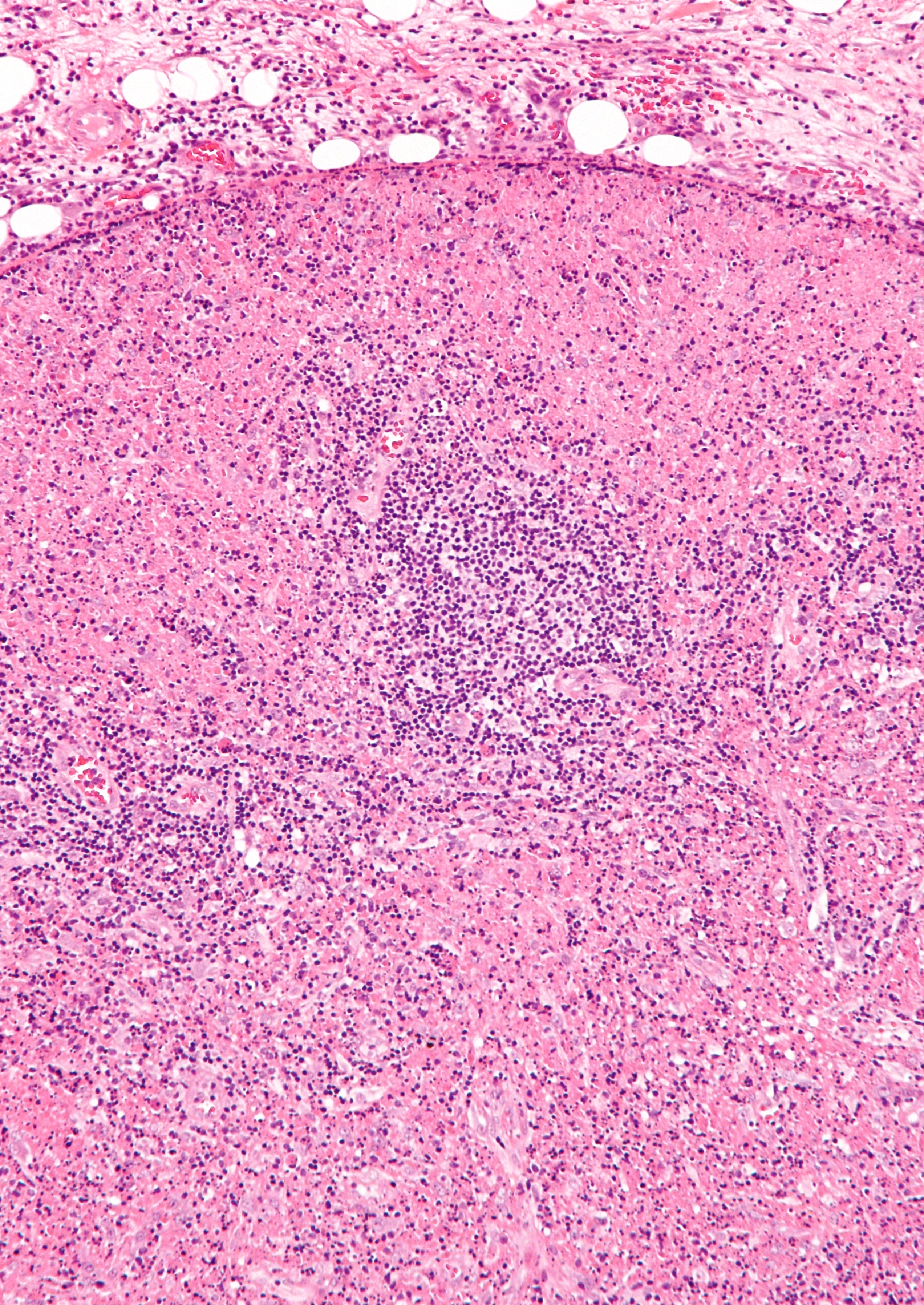
Obraz histopatologiczny węzła chłonnego ze zmianami zapalnymi w przebiegu choroby Kikuchi-Fujimoto

Choroba Kikuchi-Fujimoto (ang. Kikuchi-Fujimoto disease, KFD, Kikuchi's disease, histiocytic necrotizing lymphadenitis) – niezwykle rzadka choroba, samoograniczająca się i o łagodnym przebiegu, charakteryzująca się bolesną limfadenopatią węzłów szyjnych, której zazwyczaj towarzyszy łagodna gorączka i nocne poty. Do rzadszych objawów należą utrata wagi, nudności, wymioty, suchość i ból gardła, wysypka. Wyjątkowo występuje zajęcie ośrodkowego układu nerwowego (pod postacią np. aseptycznego zapalenia opon mózgowo-rdzeniowych).
Choroba Kikuchi-Fujimoto jest bardzo rzadka; przypadki opisywano na całym świecie, częściej w populacji japońskiej. Obraz kliniczny, histopatologia i cechy immunohistochemiczne sugerują etiologię wirusową schorzenia, ale jak dotąd nie udowodniono tej hipotezy. Rozpoznanie stawiane jest zazwyczaj na podstawie wyniku biopsji powiększonych węzłów szyjnych. Choroba spontanicznie ustępuje w przeciągu 1-4 miesięcy. Chorobę opisali, niezależnie od siebie, Masahiro Kikuchi i Y. Fujimoto w 1972 roku.